# Monasa
Monasa és un gènere d'ocells de la família dels bucònids (Bucconidae).
El gènere va ser descrit per l'ornitòleg francès Louis Pierre Vieillot el 1816 amb el barbacoll negre d'espatlles blanques (Monasa atra) com a espècie tipus. El nom genèric prové del grec antic «monas» que significa “solitària”.

## Taxonomia
Segons la Classificació del Congrés Ornitològic Internacional (versió 14.2, 2024) aquest gènere està format per 4 espècies:
- barbacoll negre d'espatlles blanques (Monasa atra).
- barbacoll negre becgroc (Monasa flavirostris).
- barbacoll negre frontblanc (Monasa morphoeus).
- barbacoll negre unicolor (Monasa nigrifrons).